# Кейти Морган
Кейти Морган (на английски: Katie Morgan) е американска порнографска актриса и радиоводещ.

## Ранен живот
Родена е на 17 март 1980 г. в Лос Анджелис, щата Калифорния, САЩ.

## Кариера като порнографска актриса
Дебютира като актриса в порнографската индустрия през 2001 г., когато е на 21-годишна възраст. Първият филм, в който се снима, е „Мръсни дебютантки 197“.

## Мейнстрийм изяви
През 2008 г. участва като специален гост в епизод от сериала на HBO „Антураж“, където играе себе си. Същата година участва в игралния филм „Зак и Мири правят порно“. През 2011 г. се снима в епизодичната роля на д-р Кейти в комедията „L!fe Happens“.
Изявява се и в редица специални издания на телевизия HBO, разкриващи факти от нейната биография и кариера, както и такива, в които тя отговаря на различни зрителски въпроси – „Кейти Морган: порно 101“, „Горещи нощи с Кейти Морган“, „Секс съвети на Кейти Морган: Има ли въпроси?“, „Секс съвети на Кейти Морган 2: Още въпроси?“, „Секс викторина на Кейти Морган“. HBO прави и документален филм за Морган.
Водеща е на радиопредването „Правете секс, с Кейти Морган“.

## Награди и номинации
Носителка на награди
- 2005: XRCO награда за невъзпята сирена.[4][5][6]
- 2013: AVN зала на славата.[3]

Номинации
- 2003: Номинация за AVN награда за най-добра нова звезда.[7]
- 2006: Номинация за F.A.M.E. награда за любима порноактриса.[8]